# Dobrzyniówka (powiat moniecki)
Dobrzyniówka – wieś w Polsce położona w województwie podlaskim, w powiecie monieckim, w gminie Jasionówka.
Wieś duchowna położona była w końcu XVIII wieku  w powiecie grodzieńskim województwa trockiego. W latach 1975–1998 miejscowość należała administracyjnie do województwa białostockiego.
Wierni kościoła rzymskokatolickiego należą do parafii Znalezienia i Podwyższenia Krzyża Świętego w Korycinie.